# フェリーはりま
フェリーはりまは、阪九フェリーが運航していたフェリー。

## 概要
林兼造船下関造船所で建造され、1970年11月19日に就航した。
1988年3月18日、ニューはりまの就航により引退した。
その後、フィリピンのスルピシオラインズへ売却され、COTABATO PRINCESSとして就航した。
2009年、セブ島のVillono造船所で解体された。 

### 航路
阪九フェリー
- 小倉港（日明埠頭） - 神戸港

## 設計
フェリーせとの同型船である。

## 船内

### 船室
- 一等室（106名） - 和室・洋室
- 特二等室（144名） - 和室
- 二等室（846名）
- ドライバー室（104名）

### 設備
パブリックスペース
- 案内所
- 一等用サロン
- 特二等専用サロン
- 喫煙室（二等用）

供食・物販設備
- 食堂
- スタンドバー
- 売店

入浴設備
- 浴室